# اماکزاک دو گوئریور (شهر)
اماکزاک دو گوئریور (شهر) (به اسپانیایی: Amaxac de Guerrero (municipality)) یک منطقهٔ مسکونی در مکزیک است که در تلاسکالا واقع شده‌است.